# Mléčnice (botanika)

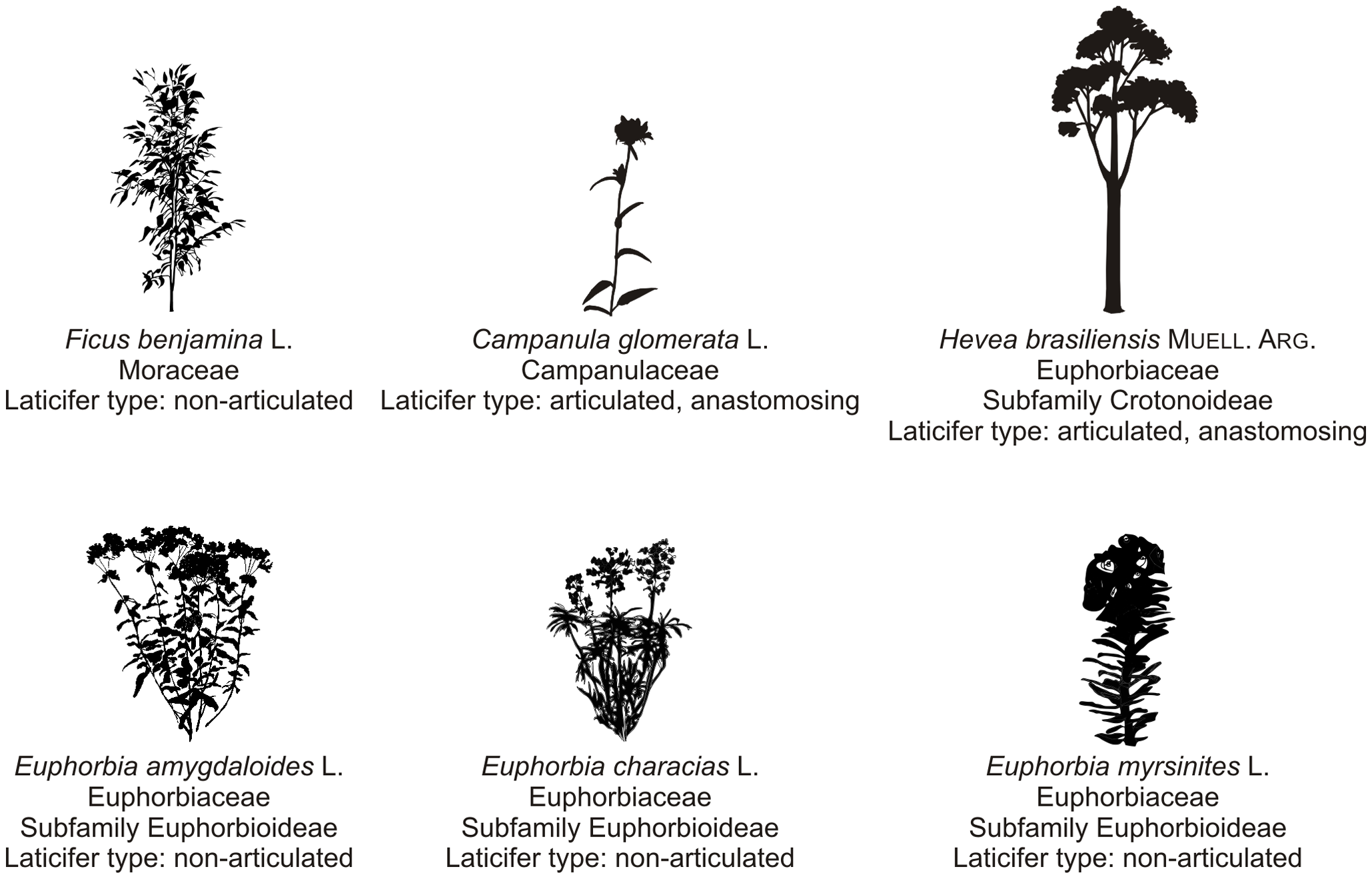
Skupiny rostlin s mléčnicemi

Mléčnice je struktura vyskytující se u některých rostlinných druhů, které slouží k hromadění a v případě poranění k ronění mléčné a lepkavé šťávy – latexu. Latex obsahuje hořké nebo jedovaté látky, díky čemuž slouží jako ochrana rostliny před býložravci. Další funkcí latexu, který se uvolňuje z poškozené rostliny je, že se sráží a uzavírá tak cévy. Mléčnice mohou být dvojího typu: nečlánkované mléčnice a článkované mléčnice. Každý z typů se vyskytuje u jiného druhu a čeledi rostlin.

## Nečlánkované mléčnice

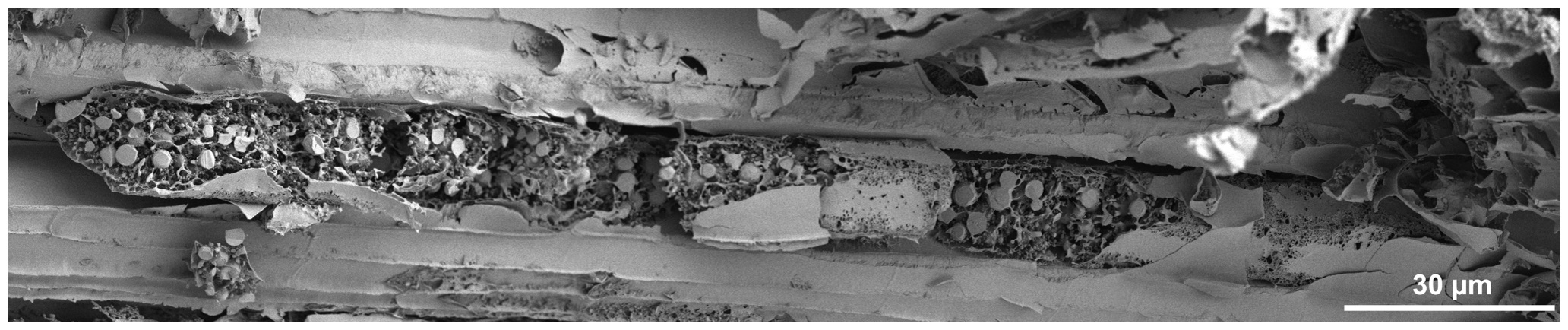
Mléčnice fíkovníku drobnolistého (podélný řez)

Nečlánkované mléčnice jsou jednotlivé, vícejaderné buňky obsahující latex. Vznikají z buněk, které jsou přítomné již v semeni – zárodku. Poté, co semeno vyklíčí a rostlina roste, mléčnice se rozrůstají také. Vyskytují se např. u morušovitých a brslenů. U pryšcovitých rostlin dosahuje délky až několika metrů.

## Článkované mléčnice

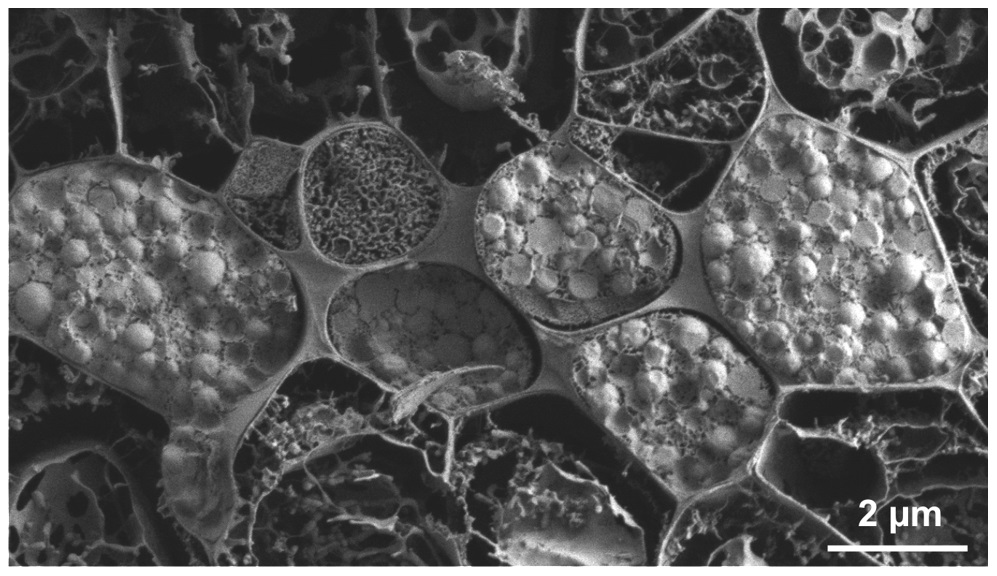
Mléčnice zvonku klubkatého (Campanula glomerata), příčný řez

Skládají se z buněk, přepážky mezi nimi jsou však nejčastěji zcela rozpuštěny. Uvnitř buňky jsou vakuoly, dále nástěnná cytoplazma a leukoplasty. V každém článku, který se vytvoří z buňky, je jádro.
Výskyt např. u čekankovitých a kaučukovníku.